# Völkertafel

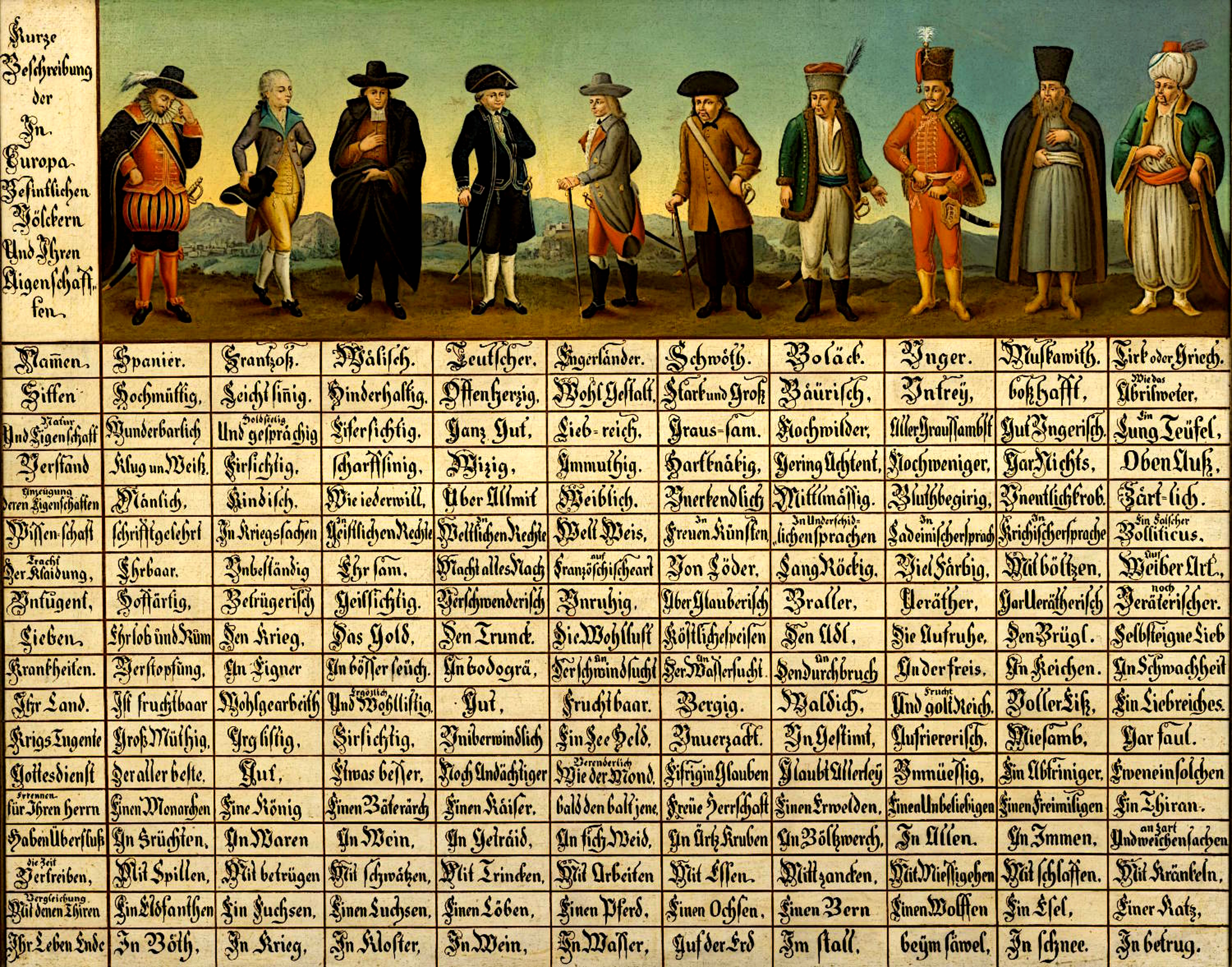
Völkertafel

De Völkertafel is een 18e-eeuws (ca. 1720/1730) schilderij waarop een aantal Europese volkeren is afgebeeld met daarbij stereotiepe beschrijvingen van die volkeren. Het olieverfschilderij is afkomstig uit Stiermarken in Oostenrijk en van onbekende hand. Er bestaan zeker zes exemplaren van dit schilderij, waarvan er één in het Oostenrijks Museum voor Volkskunde hangt, één behoort tot de collectie van het Heimatmuseum in Bad Aussee en één tot de collectie van het Heimatmuseum van Moosham. De drie andere exemplaren zijn in privébezit. Men heeft tot nog toe niet vast kunnen stellen welke van de zes het origineel is.

## Tekstelementen
Boven het schilderij staat in het (oud-) Duits waartoe het schilderij dient, namelijk de beschrijving van de volkeren en hun eigenschappen: "Kurze Beschreibung der In Europa Befintlichen Völckern Und Ihren Aigenschafften". Onder de afbeeldingen van de volkeren staat hun naam vermeld en daaronder verticaal hun eigenschappen zoals in onderstaand schema. In het 18e-eeuwse Duits luiden de namen van de volkeren respectievelijk: "Spanier", "Frantzoß", "Wælisch", "Teutscher", "Engerländer", "Schwœth", "Boläck", "Unger", "Muskawith" en "Tirk oder Griech", er is dus sprake van een opsomming van west naar oost op de landkaart gezien, al klopt 'de Engelsman' daar dan geografisch gezien niet.
| ×                                     | Spanjaarden             | Fransen                    | Italianen                  | Duitsers                  | Engelsen                                | Zweden                | Polen                 | Hongaren                       | Russen               | Turken of Grieken       |
| ------------------------------------- | ----------------------- | -------------------------- | -------------------------- | ------------------------- | --------------------------------------- | --------------------- | --------------------- | ------------------------------ | -------------------- | ----------------------- |
| Optreden/gedrag                       | Hoogmoedig              | Lichtzinnig                | Achterbaks/stiekem         | Openhartig                | Aangenaam                               | Groot en sterk        | Boers                 | Ontrouw                        | Boosaardig/hatelijk  | Zoals het weer in april |
| Volksaard                             | Heerlijk/wonderbaarlijk | Vriendelijk en spraakzaam  | Jaloers                    | Zeer goed                 | Erg vriendelijk                         | Wreed                 | Nog wreder            | Het wreedst                    | Erg Hongaars         | Leugenaars              |
| Verstand                              | Slim en wijs            | Voorzichtig                | Scherpzinnig               | Grappig                   | Bekoorlijk                              | Hardnekkig            | Geringschattend       | Geringschattender              | Helemaal niets       | Dom                     |
| Eigenschappen                         | Mannelijk               | Kinderlijk                 | Opportunistisch            | Zijn altijd aanwezig      | Vrouwelijk                              | Ondoorgrondelijk      | Middelmatig           | Zeer gretig                    | Zeer grof            | Teergevoelig            |
| Wetenschappen                         | Schriftgeleerd          | Krijgskunst                | Kerkenrecht                | Rechtswezen               | Aardrijkskunde                          | De vrije kunsten      | Taalwetenschappen     | Latijn                         | Grieks               | Bedrieglijke politiek   |
| Kleding                               | Eerbaar                 | Onbestendig (veranderlijk) | Eerzaam                    | Maken alles na            | Naar de Franse mode                     | Leer                  | Lang gerokt           | Veelkleurig                    | Bont                 | Vrouwelijk              |
| Ondeugden                             | IJdel                   | Bedrieglijk                | Begerig/wellustig          | Niet zuinig               | Onrustig                                | Bijgelovig            | Vraatzuchtig          | Verraderlijk                   | Nog verraderlijker   | Het verraderlijkst      |
| Voorliefden voor                      | Eer en roem             | Oorlog                     | Goud                       | Drank                     | Vermaak                                 | Kostelijke maaltijden | Adel                  | Beroering/oproer               | Vechtlustig          | Narcisme                |
| Ziekten                               | Constipatie             | Syfilis                    | Pest                       | Jicht in de voeten        | Longtuberculose                         | Waterzucht            | Diarree               | Epilepsie/krampaanvallen       | Kinkhoest            | Verzwakking             |
| Hun land                              | Vruchtbaar              | Goed onderhouden           | Goed uitziend en aangenaam | Goed                      | Vruchtbaar                              | Bergachtig            | Bosrijk               | Rijk aan vruchten en goud      | Met ijs/vorst bedekt | Liefelijk               |
| Militaire eigenschappen               | Grootmoedig             | Arglistig                  | Voorzichtig                | Onoverwinnelijk           | Zeehelden                               | Onversaagd            | Onstuimig/stormachtig | Oproer zaaiend                 | Moeizaam             | Lui                     |
| Religie                               | Uitstekend              | Goed                       | Iets beter                 | Zeer vroom                | Veranderlijk zoals de maan (letterlijk) | IJverig in hun geloof | Geloven alles         | Energiek/met wilskracht        | Ongelovigen          | Ook ongelovig           |
| Erkennen als hun leider               | Een monarch             | Een koning                 | Een patriarch              | Een keizer                | Soms de één, dan weer de ander          | Vrij heerschap        | Een 'gekozene'        | Een 'bepaalde'                 | Een 'vrijwilliger'   | Een tiran               |
| Hebben een overvloed                  | Aan vruchten            | Aan koopwaar               | Aan wijn                   | Aan graan                 | Aan visgronden                          | Aan ertsen            | Aan bond              | Aan alles                      | Aan bijen            | Aan zachte dingen       |
| Tijdverdrijf                          | Spelen                  | Bedriegen                  | Praten                     | Drinken                   | Werken                                  | Eten                  | Ruzie maken           | leeglopen/doelloos doorbrengen | Slapen               | Sukkelen/kwakkelen      |
| Vertegenwoordiging in de dierenwereld | Olifant                 | Vos                        | Lynx                       | Leeuw                     | Paard                                   | Os                    | Beer                  | Wolf                           | Ezel                 | Kat                     |
| Hun dood                              | In bed                  | In de oorlog               | In het klooster            | Door het drinken van wijn | In het water                            | Op aarde              | In de stal            | Door de sabel                  | In de sneeuw         | Bij bedrog              |

## Leopold-Stich
Een kopergravure uit Augsburg met de titel "Aigentliche Vorstell- und Beschreibung der Fürnehmsten in EUROPA befindlichen Land-Völcker" lijkt qua inhoud en opzet erg op die van de Völkertafel. Deze Leopold-Stich (Stich=gravure)uit 1718-1726 genoemd naar de graveur Fridrich Leopold, is waarschijnlijk bedoeld geweest als voorbeeld voor de Völkertafel.